# Bioconjugate Chemistry
Bioconjugate Chemistry (abrégé en Bioconjugate Chem.) est une revue scientifique mensuelle à comité de lecture qui publie des articles de recherches originales à l'interface de la biochimie et de la chimie.
D'après le Journal Citation Reports, le facteur d'impact de ce journal était de 4,513 en 2014. L'actuel directeur de publication est Claude F. Meares (Université de Californie à Davis, États-Unis).